# Clarissa Crotta
Clarissa Crotta (10 de junio de 1978) es una jinete suiza que compitió en la modalidad de salto ecuestre. Ganó una medalla de oro en el Campeonato Europeo de Saltos Ecuestres de 2009, en la prueba por equipos.

## Palmarés internacional
| Campeonato Europeo | Campeonato Europeo    | Campeonato Europeo | Campeonato Europeo |
| Año                | Lugar                 | Medalla            | Categoría          |
| ------------------ | --------------------- | ------------------ | ------------------ |
| 2009               | Windsor (Reino Unido) | Medalla de oro     | Por equipos        |